# Алберт Портас
Алберт Портас (кат. Albert Portas Soy; 15. новембар 1973) је бивши шпански тенисер.

## Каријера
Портас је постао професионалац 1994. У каријери је освојио једну титулу у синглу и то на АТП Мастерс турниру у Хамбургу 2001. године. Изненађујуће је победио фаворизованог сународника Хуана Карлоса Ферера у пет сетова. Најбољи пласман на АТП листи је достигао у октобру 2001. када је био 19 тенисер света.
Након завршетка играчке каријере, тренирао је словачку тенисерку Данијелу Хантухову од новембра 2008. до фебруара 2009. године.

### Појединачно 1 (1—0)
| Исход  | Година | Турнир  | Противник          | Резултат                   |
| Победа | 2001   | Хамбург | Хуан Карлос Фереро | 4–6, 6–2, 0–6, 7–6(5), 7–5 |